# Fonctionnelle de Minkowski
Pour les articles homonymes, voir jauge.
En géométrie, la notion de jauge généralise celle de semi-norme. À toute partie C d'un ℝ-espace vectoriel E on associe sa jauge, ou fonctionnelle de Minkowski pC, qui est une application de E dans [0, +∞] mesurant, pour chaque vecteur, par quel rapport il faut dilater C pour englober ce vecteur. Dès que C contient l'origine, pC est positivement homogène ; si C est étoilée par rapport à 0, pC possède d'autres propriétés élémentaires. Si C est convexe — cas le plus souvent étudié — pC est même sous-linéaire, mais elle n'est pas nécessairement symétrique et elle peut prendre des valeurs infinies. Sous certaines hypothèses supplémentaires, pC est une semi-norme dont C est la boule unité.
Cette notion intervient en analyse fonctionnelle (démonstration de la forme analytique du théorème de Hahn-Banach), en optimisation (problème de recouvrement par jauge, optimisation conique), en apprentissage automatique, en géométrie des nombres (second théorème de Minkowski), etc.
Dans tout cet article, E désigne un espace vectoriel réel, qu'on supposera topologique chaque fois que nécessaire.

## Jauge d'une partie quelconque
Définition — La « jauge, ou fonctionnelle de Minkowski » d'une partie {\displaystyle A} de {\displaystyle E} est l'application {\displaystyle p_{A}:E\to \left[0,+\infty \right]} définie par :
Exemple
Soient {\displaystyle E=\mathbb {R} } et {\displaystyle A\subset \mathbb {R} _{+}^{*}} tel que {\displaystyle \sup(A)=1}. Pour tout {\displaystyle x>0}, {\displaystyle p_{A}(x)=x} et pour tout {\displaystyle x\leq 0}, {\displaystyle p_{A}(x)=}inf(∅) = +∞.
Premières remarques
- {\displaystyle A\subset p_{A}^{-1}(\left[0,1\right])\subset \operatorname {dom} {p_{A}}=\cup _{\lambda >0}\,\lambda A}. En particulier, {\displaystyle p_{A}(0)=+\infty } si {\displaystyle 0\notin A}, et l'on a :

Condition suffisante de finitude — 
Si {\displaystyle A} est absorbante alors {\displaystyle p_{A}} est à valeurs finies.
- {\displaystyle A\mapsto p_{A}} est décroissante : pour toutes parties {\displaystyle A} et {\displaystyle B},{\displaystyle A\subset B\Rightarrow p_{A}\geq p_{B}}.
- Les ensembles de sous-niveau de {\displaystyle p_{A}} sont homothétiques :{\displaystyle \forall t>0\quad p_{A}^{-1}(\left[0,t\right])=t\,p_{A}^{-1}(\left[0,1\right])}ou, ce qui est équivalent : pour tout vecteur {\displaystyle x}, {\displaystyle \forall t>0\quad p_{A}(tx)=t\,p_{A}(x)}.
- Par conséquent, {\displaystyle p_{A}} est :
  - « fermée » (c'est-à-dire semi-continue inférieurement) si et seulement si {\displaystyle p_{A}^{-1}(\left[0,1\right])} est fermé,
  - semi-continue supérieurement si et seulement si {\displaystyle p_{A}^{-1}(\left[0,1\right[)} est ouvert.

- {\displaystyle p_{-A}(x)=p_{A}(-x)} (donc si {\displaystyle A} est symétrique par rapport à 0 alors {\displaystyle \forall t\in \mathbb {R} ^{*}\quad p_{A}(tx)=|t|\,p_{A}(x)}).
- {\displaystyle \forall t>0\quad p_{tA}=t^{-1}\,p_{A}}.
- Si {\displaystyle 0\in A} alors {\displaystyle p_{A}(0)=0} donc {\displaystyle p_{A}} est positivement homogène, c'est-à-dire que l'équation fonctionnelle précédente est vérifiée non seulement pour {\displaystyle t>0} mais aussi pour {\displaystyle t=0} :
{\displaystyle \forall t\geq 0\quad \forall x\in E\qquad p_{A}(tx)=t\,p_{A}(x)}.

La section suivante montre que réciproquement, toute fonction positivement homogène de {\displaystyle E} dans {\displaystyle \left[0,+\infty \right]} est une jauge (c'est-à-dire : est la jauge d'une partie de {\displaystyle E}).

## Jauge d'une partie étoilée
Avant d'affiner l'étude dans le cas particulier plus utile d'un convexe contenant 0, considérons une partie étoilée (par rapport à 0, ce qui sera désormais implicite), c'est-à-dire une partie {\displaystyle S\subset E} contenant 0 et telle que

### Propriétés algébriques
On sait déjà que {\displaystyle S\subset p_{S}^{-1}(\left[0,1\right])} et que {\displaystyle p_{S}} est positivement homogène. La nouvelle hypothèse permet de préciser la situation :
Réciproquement, pour toute fonction {\displaystyle p:E\to \left[0,+\infty \right]} positivement homogène (au sens défini ci-dessus), les parties étoilées de jauge {\displaystyle p} sont les ensembles compris entre {\displaystyle p^{-1}(\left[0,1\right[)} et {\displaystyle p^{-1}(\left[0,1\right])}.
En outre :
- pour toutes parties étoilées {\displaystyle S_{1}} et {\displaystyle S_{2}}, {\displaystyle p_{S_{1}\cap S_{2}}(x)=\max {\left(p_{S_{1}}(x),p_{S_{2}}(x)\right)}} (ce qui est plus précis que la simple décroissance de {\displaystyle S\mapsto p_{S}}) ;
- {\displaystyle p_{S}^{-1}(\{0\})=\cap _{\varepsilon >0}\varepsilon S}[note 4] donc {\displaystyle p_{S}(x)=0\Leftrightarrow \mathbb {R} _{+}x\subset S}, ce qui fournit la première des deux équivalences ci-dessous ;
- la condition suffisante de finitude trouvée précédemment pour une partie quelconque devient nécessaire (seconde équivalence).

Conditions nécessaires et suffisantes de non dégénérescence et de finitude — Soit {\displaystyle S} une partie étoilée.
- {\displaystyle p_{S}} ne s'annule qu'en 0 si et seulement si {\displaystyle S} ne contient aucune demi-droite issue de l'origine.
- {\displaystyle p_{S}} est à valeurs finies si et seulement si {\displaystyle S} est absorbante.

Ces deux conditions seront reformulées plus loin, dans le cas d'un convexe en dimension finie.

### Propriétés topologiques
L'une des deux inclusions de la caractérisation ci-dessus est parfois une égalité :
- si S est ouvert alors {\displaystyle S=p_{S}^{-1}(\left[0,1\right[)} ;
- si S est fermé alors {\displaystyle S=p_{S}^{-1}(\left[0,1\right])}.

## Jauge d'un convexe
Si une jauge {\displaystyle p} nulle en 0 est convexe alors les deux ensembles {\displaystyle p^{-1}(\left[0,1\right])} et {\displaystyle p^{-1}(\left[0,1\right[)} sont non seulement étoilés mais convexes, et {\displaystyle p} est la jauge de ces deux convexes. Les jauges de ce type sont caractérisées par la propriété suivante.

Une application {\displaystyle p:E\to \mathbb {R} \cup \{+\infty \}} est dite sous-linéaire si elle est :
- positivement homogène (voir supra) et
- sous-additive : {\displaystyle \forall x,y\in E\quad p(x+y)\leq p(x)+p(y)}.

Toute application sous-linéaire est convexe et pour une jauge nulle en 0, ces deux notions sont équivalentes :
Jauge d'un convexe — Si une partie contenant 0 est convexe alors sa jauge est sous-linéaire.
La réciproque est fausse, comme le montre l'exemple suivant.

### Exemple
La fonction sous-linéaire {\displaystyle p} sur {\displaystyle \mathbb {R} ^{2}} qui, en {\displaystyle (x_{1},x_{2})\neq (0,0)}, vaut {\displaystyle x_{2}} si {\displaystyle x_{2}>0} et {\displaystyle +\infty } si {\displaystyle x_{2}\leq 0}, est la jauge des deux convexes {\displaystyle p^{-1}(\left[0,1\right[)=\left(\mathbb {R} \times \left]0,1\right[\right)\cup \{(0,0)\}} et {\displaystyle p^{-1}(\left[0,1\right])=\left(\mathbb {R} \times \left]0,1\right]\right)\cup \{(0,0)\}}, ainsi que de tous les ensembles intermédiaires (tous étoilés, mais pas tous convexes).

### Jauges sous-linéaires ne prenant pas la valeur+∞
On a déjà remarqué que la jauge d'une partie étoilée {\displaystyle S} est à valeurs finies si et seulement si {\displaystyle S} est absorbante.
Tout voisinage de 0 est absorbant ; en dimension finie, on vérifie facilement que réciproquement, tout convexe absorbant C est un voisinage de 0 — on peut le faire assez élégamment en remarquant qu'en tant que fonction convexe à valeurs finies et définie partout, {\displaystyle p_{C}} est alors continue, et que l'ensemble {\displaystyle \{x\in E\mid p_{C}(x)<1\}} (contenant 0 et inclus dans C) est donc ouvert. En résumé :
Proposition — Soit C un convexe contenant 0 dans un espace de dimension finie. Alors, sa jauge est à valeurs finies si et seulement si 0 est intérieur à C.
Lorsque 0 est intérieur à C, on peut se faire une image mentale simple de la jauge via ses surfaces de niveau : l'ensemble des points où elle prend la valeur 1 est exactement la frontière du convexe ; les surfaces de niveau pour les autres valeurs strictement positives sont les homothétiques de cette frontière ; en les éventuels points restant non couverts par la réunion de ces surfaces de niveau, la jauge prend la valeur 0.
On peut enfin remarquer que (pour un espace vectoriel réel), si C est symétrique par rapport à 0 avec une jauge évitant la valeur +∞, la jauge est alors une semi-norme ; il en est de même pour un espace vectoriel complexe si l'on exige une version améliorée de la symétrie, à savoir l'invariance sous multiplication par n'importe quel complexe de module 1.

### Jauges sous-linéaires ne s'annulant qu'en l'origine
On a déjà remarqué que la jauge d'une partie étoilée {\displaystyle S} ne s'annule qu'en l'origine si et seulement si {\displaystyle S} ne contient aucune demi-droite issue de l'origine.
Si {\displaystyle S} est bornée (dans un espace vectoriel normé ou plus généralement, dans un espace vectoriel topologique séparé) alors elle ne contient aucune telle demi-droite.
La réciproque est vraie pour un convexe fermé en dimension finie, et se démontrerait en exploitant la compacité de la sphère de rayon 1 (la seule hypothèse « convexe » ne suffit pas ici : cf. § « Exemple » ci-dessus) :
Proposition — Soit C un convexe fermé contenant 0 dans un espace de dimension finie. Alors, sa jauge ne s'annule qu'en l'origine  si et seulement si C est borné.

## Exemples d'utilisation
- Dans la théorie des espaces vectoriels topologiques, c'est par l'introduction d'une collection appropriée de jauges qu'on peut caractériser les espaces localement convexes en termes de semi-normes[5].
- En géométrie des convexes, la jauge est un outil intéressant pour ramener un problème purement géométrique (recherche d'un hyperplan) à un problème analytique (recherche d'une équation de l'hyperplan). Ainsi dans la preuve de la « forme géométrique » du théorème de Hahn-Banach — fondement de toute la théorie de la séparation des convexes et des hyperplans d'appui —, un pas essentiel est la constatation qu'exiger de l'hyperplan d'équation f(x) = 1 qu'il évite un convexe donné C (ouvert et contenant 0), c'est la même chose que de demander à f de majorer pC.

## Aspects calculatoires
Dans cette section, il s'agira exclusivement de jauges sous-linéaires sur un espace euclidien {\displaystyle E}, dont le produit scalaire est noté {\displaystyle \langle \cdot ,\cdot \rangle }.
Pour une telle jauge {\displaystyle p}, nous noterons {\displaystyle C_{p}} son ensemble de sous-niveau {\displaystyle 1} :
Rappelons que l'adhérence d'une partie {\displaystyle P} de {\displaystyle E} est notée {\displaystyle {\overline {P}}} et que le polaire de {\displaystyle P} est le convexe fermé contenant l'origine, noté et défini par
On peut donner une autre expression du polaire de {\displaystyle C_{p}} :

### Adhérence
L'adhérence ou la fermeture de {\displaystyle p} est la jauge {\displaystyle {\overline {p}}} telle que {\displaystyle C_{\overline {p}}={\overline {C_{p}}}}.
Par conséquent :
- {\displaystyle {\overline {p}}} est la plus grande jauge fermée minorant {\displaystyle p} ;
- les épigraphes de {\displaystyle p} et {\displaystyle {\overline {p}}} sont reliés par {\displaystyle \operatorname {epi} ({\overline {p}})={\overline {\operatorname {epi} p}}}.

### Polaire
La polaire de {\displaystyle p} est la jauge {\displaystyle p^{\circ }} telle que {\displaystyle C_{p^{\circ }}={C_{p}}^{\circ }}.

Propriétés
- {\displaystyle p^{\circ }} est fermée.
- {\displaystyle \forall y\in E\quad p^{\circ }(y)=\inf {\{s>0\mid \forall x\in E\quad \langle x,y\rangle \leq s\,p(x)\}}}.
- La bipolaire de {\displaystyle p} est égale à son adhérence : {\displaystyle p^{\circ \circ }={\overline {p}}} (car {\displaystyle {C_{p}}^{\circ \circ }={\overline {C_{p}}}}, d'après les propriétés de l'ensemble bipolaire).
- La polaire de {\displaystyle p_{C}} est égale à la fonction d'appui {\displaystyle \sigma _{C}} de {\displaystyle C}, donc à la conjuguée de la fonction indicatrice de {\displaystyle C}.
- Si {\displaystyle p} est une norme, {\displaystyle p^{\circ }} est sa norme duale (en particulier si {\displaystyle p} est la norme euclidienne, {\displaystyle p^{\circ }=p}).
- Inégalité de Cauchy-Schwarz généralisée :{\displaystyle \forall x\in \operatorname {dom} p\quad \forall y\in \operatorname {dom} p^{\circ }\quad \langle x,y\rangle \leq p(x)p^{\circ }(y)}, donc (en remplaçant {\displaystyle p} par {\displaystyle p^{\circ }}){\displaystyle \forall x\in \operatorname {dom} p^{\circ \circ }\quad \forall y\in \operatorname {dom} p^{\circ }\quad \langle x,y\rangle \leq p^{\circ \circ }(x)p^{\circ }(y)},ce qui renforce l'inégalité précédente puisque {\displaystyle p^{\circ \circ }={\overline {p}}\leq p}.

### Sous-différentiel
Le sous-différentiel {\displaystyle \partial p(x)} de {\displaystyle p} en un point {\displaystyle x\in E} vérifie
(en particulier, {\displaystyle \partial p(0)={C_{p}}^{\circ }} et si {\displaystyle p(x)=+\infty }, {\displaystyle \partial p(x)=\varnothing }).
On en déduit :
Quelques remarques sur le résultat ci-dessus.
- Il existe des jauges {\displaystyle p} et des points {\displaystyle x} pour lesquels l'inclusion ci-dessus est stricte.
C'est le cas, dans le plan euclidien, pour la jauge {\displaystyle p} du § « Exemple » ci-dessus et le point {\displaystyle x:=(1,0)} : {\displaystyle \partial p(x)=\varnothing }, tandis que {\displaystyle {C_{p}}^{\circ }=\left(\mathbb {R} \times \left]0,1\right]\right)^{\circ }=\{0\}\times \left]-\infty ,1\right]} donc {\displaystyle \operatorname {argmax} _{y\in {C_{p}}^{\circ }}\langle y,x\rangle ={C_{p}}^{\circ }}.
- {\displaystyle p} est sous-différentiable[note 9] en tout point de {\displaystyle E} si, et seulement si, 0 est intérieur à {\displaystyle C_{p}}.
En effet (voir supra) 0 est intérieur à {\displaystyle C_{p}} si et seulement si {\displaystyle p} ne prend que des valeurs finies. Or si {\displaystyle p} ne prend que des valeurs finies alors elle est sous-différentiable en tout point (puisqu'elle est convexe), et réciproquement (puisque {\displaystyle \partial p(x)\neq \varnothing \Rightarrow p(x)\neq +\infty }).